# ريان إيفانز (لاعبة سنوكر)
ريان إيفانز (مواليد 25 أكتوبر 1985) هي لاعبة سنوكر إنجليزية محترفة، حصلت على بطولة العالم للسيدات 12 مرة كما أنها تشارك ببطاقة دعوة في بطولة العالم للسنوكر.

## روابط خارجية
- ريان إيفانز (لاعبة سنوكر) على موقع CueTracker.net (الإنجليزية)
- ريان إيفانز (لاعبة سنوكر) على موقع بطولة العالم للسنوكر (الإنجليزية)